# Shahied Wagid Hosain
Shahied Wagid Hosain (9 de janeiro de 1962 - 21 de março de 2021) foi um cantor surinamês.
Shahied nasceu no Suriname. Quando tinha 10 anos mudou-se para Utrecht, Holanda e dois anos depois para Haia. Na década de 1980, ele era mais conhecido pela música "Oh my love" e cantando canções do cantor indiano Mohammed Rafi. Em 2021 ele foi premiado pelo presidente do Suriname com a Ordem Honorária da Estrela Amarela (classe de cavaleiros).
Wagid Hosain anunciou em fevereiro de 2021 que tinha uma doença terminal. Ele morreu um mês depois em sua cidade de residência, Haia, Holanda, em 21 de março de 2021, aos 59 anos.